# Hof-Söhne- und Töchterschule
Die Hof-Söhne- und Töchterschule in Hannover, auch kurz Hof-Schule genannt, war eine im 18. Jahrhundert errichtete Bildungseinrichtung vor allem für Zöglinge des hannoverschen Hofstaates. Vornehmlicher Standort der Königlichen Hofschule war die – damalige – Burgstraße 23 Ecke Marstallstraße.

## Geschichte und Beschreibung

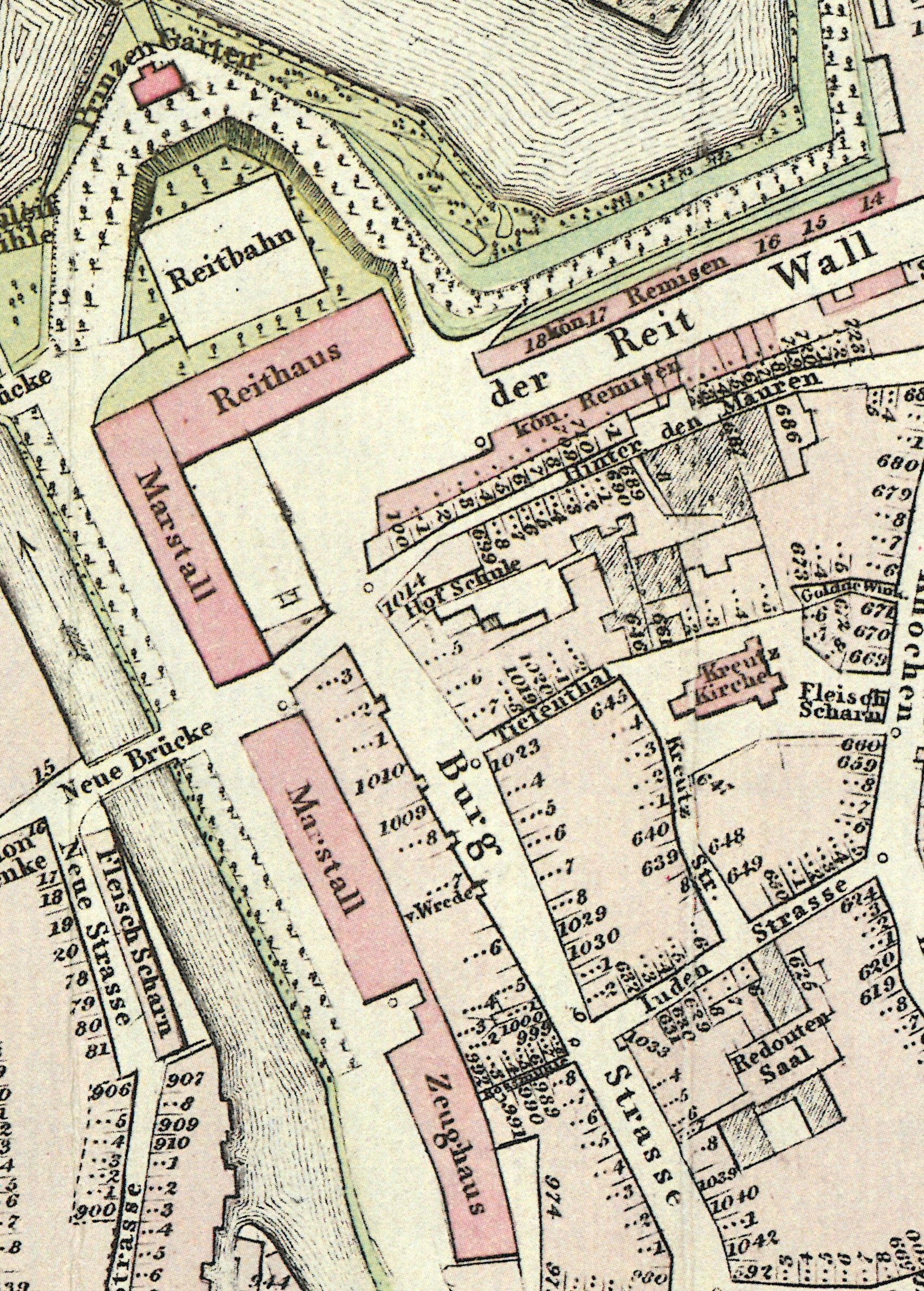
Die „Hof Schule“ nahe dem Reitwall südlich der königlichen Remisen;
Plan der Residenzstadt Hannover mit Angabe der Hausnummern von Müller, 1822

Zur Zeit des Kurfürstentums Hannover initiierte der spätere Abt Johann Christoph Salfeld im Jahr 1787 – eigenmächtig – eine Hof-Schule für Söhne königlicher Bediensteter. Diese Konkurrenz zu der älteren Lateinschule Hannovers führte in der Folge zu einer Modernisierung des Lehrplanes der älteren Bildungseinrichtung.
Als „Vorbereitungsinstitut für gelehrte Schulen“ sollte die Einrichtung anfangs sowohl auf den Besuch einer Universität vorbereiten, aber auch Bildungsanstalt für diejenigen sein, die ohne Hochschulstudium den späteren Stand eines Offizieres, eines Kaufmannes oder eines Staatsdieners anstreben sollten.
Nach drei Jahren positiver Entwicklung der von ihm gegründeten Schule suchte Salfeld bei seinem Landesherrn um eine amtliche Genehmigung nach und legte zugleich nahe, „dass eine entsprechende Anstalt für Mädchen dem Bedürfnis der Zeit entspräche“: 1790 bewilligte der aufgrund der Personalunion zwischen Großbritannien und Hannover in England regierende König Georg III. zugleich auch Gelder zur Errichtung einer Hof-Töchter-Schule.
Ebenfalls 1790 wurde aus einer Stiftung der Witwe eines Kanzlei-Beamten der „Hof-Söhne-Schule“ nun auch eine „Hof-Töchter-Schule“ beigesellt.
Der König schenkte den beiden Lehrinstituten zudem das bereits um das Jahr 1600 „auf dem Grundstück des ehemaligen Barsinghäuser und Marienwerder Klosterhofes“ errichtete Haus, das mit der späteren Nummer 1014 an der Ecke zur Straße Hinter den Mauren im Umfeld der Hofmarställe stand. Das später als Burgstraße 23 geführte Gebäude hatte zuvor noch als Wohnung für den Hofprediger gedient. Bis 1791 wurde das Haus per königlicher Order zudem als Schulhaus eingerichtet.
Die „Hof-Söhne- und [Hof]-Töchterschule“ wurde hauptsächlich für die Nachkommen der königlichen Bediensteten für die den mittleren und unteren Klassen gebildet. Die Oberaufsicht über die nach Geschlechtern getrennte Schule mit je einer Abteilung für Jungen und einer Mädchen, die in der Regel bis zum 15. Lebensjahr die Einrichtung besuchten, führte der jeweilige Geistliche der Schlosskirchen-Gemeinde.
Zudem aber sollten an der Hof-Söhne und Töchterschule der Altstadt Hannovers nicht nur die Kinder kurfürstlicher und königlicher Diener unterrichtet werden, sondern auch diejenigen Bürgerkinder, deren Eltern den per eigentlich vorgeschriebenen Parochialschulen eine Entschädigung zahlen konnten.
Über die Anfangsjahre der Schule schrieb der Gründer 1791 eine „Kurze Nachricht“ im Sprachstil seiner Zeit (siehe Literatur).
Zur Zeit des Königreichs Hannover schuf der Ingenieurmajor Georg Wilhelm Müller den 1822 herausgegebenen Plan der Residenzstadt Hannover mit Angabe der Hausnummern, in dem die „Hof Schule“ an der Burgstraße noch das Haus mit der Nummer 1014 darstellt.
1852 fragte das Königliche Ministerium beim Magistrat der Stadt Hannover an, ob diese die Hofschule als städtische Einrichtung weiterführen wolle. Nach positiver Entscheidung und Übernahme der Schule wurde diese lediglich formell aufgelöst. Doch mit dem übernommenen Haus samt Inventar und Lehrern wurde de facto als Tochter der Hofschule – 1853 durch den Magistrat „die älteste städtische höhere Töchterschule“ Hannovers eröffnet, die am 11. April 1853 den Betrieb aufnahm.
Der lange angestrebte Umzug aus den schlechten räumlichen Verhältnissen und die Übersiedlung der Höheren Töchterschule in ein neues Schulgebäude am neuen Aegidientor erfolgte vom 19. bis 21. April 1854, bevor sie später unter dem Namen Wilhelm-Raabe-Schule bekannt wurde.
Nach der Gründung der Stadttöchterschule II nahm diese 1859 ihren Betrieb in der damaligen Burgstraße 23 auf, bevor sie kurze Zeit später 1861 in die Schulstraße 1 übersiedelte.
Das Haus unter der damaligen Adresse Burgstraße 23 diente anschließend noch als Stadtleihamt. Erst 1889 wurde es abgebrochen. Seine ornamentierten Teile wurden teilweise in das Leibnizhaus transloziert.

## Persönlichkeiten
- 1794: Friedrich Konrad Hornemann unterrichtete als Lehrer vor seiner Abreise nach Afrika[12]
- 1806 übernahm der Philosoph und Bibliothekar Johann Georg Heinrich Feder die Direktion der Hofschule[13]
- zwischen 1819 und 1853: Burchard Giesewell, Porträtmaler und Zeichenlehrer[14][15] parallel dazu auch an der Neustädter Knabenschule engagiert[14]
- vor 1828: Superintendenten-Witwe Christine Ballhorn, erste Oberaufseherin der Hoftöchterschule[16]
- ab 1828: Frau Konsistorialrat Köster, Oberaufseherin der Hof-Töchterschule[16]
- ab circa 1832: Louise Tittmann; Oberaufseherin der Hof-Töchterschule; gab auch Malunterricht[17]
- 1839–1840 und 1842–1846: Julius Tittmann, Lehrer an der Hoftöchterschule[18]
- Konrad Friedrich Stang, Verfasser von Schulbüchern zur Mathematik[19]

## Bilddokumente
Von dem ehemaligen Gebäude Burgstraße 23 existieren mehrere Abbildungen, darunter
- beispielsweise Fotografien des 1889 abgebrochenen Hauses[1]
- eine möglicherweise idealisierte Zeichnung des Hauses mit Grundstück und Nebengebäude, abgebildet in den Hannoverschen Geschichtsblättern von 1989 sowie in der Festschrift zur 100-Jahr-Feier der Wilhelm-Raabe-Schule der Stadt Hannover. 1853–1953[3]